# Mobolaji Akiode
Mobolaji Iyabode Akiode (Maplewood, 12 maggio 1982) è un'ex cestista statunitense con cittadinanza nigeriana.

## Carriera
Con la Nigeria ha disputato i Giochi olimpici di Atene 2004 e i Campionati mondiali del 2006.